# المرحه
المرحه (به عربی: المرحة) یک روستا در سوریه است که در ناحیه وادی العیون واقع شده‌است. المرحه ۳۷۸ نفر جمعیت دارد.